# Regionalwahlkreis Wien Süd-West
Der Regionalwahlkreis Wien Süd-West (Wahlkreis 9E) ist ein Regionalwahlkreis in Österreich, der bei Wahlen zum Nationalrat für die Vergabe der Mandate im ersten Ermittlungsverfahren gebildet wird. Der Wahlkreis umfasst die vier Wiener Gemeindebezirke 13. Hietzing, 14. Penzing, 15. Rudolfsheim-Fünfhaus und 23. Liesing.
Bei der Nationalratswahl 2019 waren im Regionalwahlkreis Wien Süd-West 210.813 Personen wahlberechtigt, wobei bei der Wahl die Österreichische Volkspartei (ÖVP) mit 27,2 % als stärkste Partei hervorging. Bei der Wahl konnten neben der ÖVP auch die Sozialdemokratische Partei Österreichs (SPÖ) und Die Grünen – Die Grüne Alternative (GRÜNE) je eines der sechs Grundmandate gewinnen.

## Geschichte
Nach dem Ende des Staates Österreich-Ungarn wurden für das Gebiet Wiens mit der Wahlordnung 1918 für die Wahl der konstituierenden Nationalversammlung sieben Wahlkreise geschaffen, wobei für das Gebiet des heutigen Regionalwahlkreises die Wahlkreise Wien Südwest (Wahlkreis 6) und Wien West (Wahlkreis 7) entstanden, die jedoch auch weitere Bezirke umfassten. Der Bezirk Liesing, der zu dieser Zeit noch Teil Niederösterreichs war, gehörte zu dieser Zeit zum Wahlkreis Viertel unterm Wienerwald (Wahlkreis 9). Nachdem Wien von Niederösterreich Anfang der 1920er Jahre seine Selbständigkeit erlangt hatte und Gebiete wie Südtirol und Südböhmen endgültig von Österreich an die Nachfolgestaaten abgetreten worden waren, erfolgte 1923 die Neuordnung der Wahlkreise. Diese Neuordnung wirkte sich jedoch nicht auf die bestehenden Wahlkreise Wiens bzw. auf den Wahlkreis Viertel unterm Wienerwald aus. Nachdem die Wahlordnung von 1923 von der austrofaschistischen Regierung 1934 außer Kraft gesetzt worden war, wurde die ursprüngliche Einteilung der Wahlkreise nach dem Zweiten Weltkrieg mit dem Verfassungsgesetz vom 19. Oktober 1945 weitgehend wieder eingeführt, wenngleich die Grenzen der Wahlkreise an die veränderten Grenzen Wiens wie die Eingemeindung Liesings angeglichen wurden. Mit der Nationalrats-Wahlordnung 1971 kam es zu einer tiefgreifenden Wahlkreisreform, mit der die Anzahl der Wahlkreise in Österreich auf nur noch neun reduziert wurde. Für das Bundesland Wien bestand in der Folge nur noch ein Wahlkreis (nun Wahlkreis 9). Mit Inkrafttreten der Nationalrats-Wahlordnung 1992 wurde das österreichische Bundesgebiet schließlich in 43 Regionalwahlkreise unterteilt und somit ein drittes Ermittlungsverfahren eingeführt, wobei die Bezirke Hietzing, Penzing, Rudolfsheim-Fünfhaus und Liesing zum Regionalwahlkreis Wien Süd-West (Wahlkreis 9E) zusammengefasst wurden. 1993 wurde dem Regionalwahlkreis sechs Mandate zugewiesen, wobei die Neuberechnung der Mandatsverteilung im Jahr 2002 (nach den Ergebnissen der Volkszählung 2001) zu keiner Veränderung in der Anzahl der Grundmandate führte.
Von der Schaffung des Wahlkreises bis zur Wahl 2017 erreichte die SPÖ bei jeder Nationalratswahl die relative Mehrheit, wurde aber bei der Wahl 2019 von der Österreichischen Volkspartei (ÖVP) überholt.

## Wahlergebnisse
| Nationalratswahlen im Regionalwahlkreis Wien Süd-West | Nationalratswahlen im Regionalwahlkreis Wien Süd-West | Nationalratswahlen im Regionalwahlkreis Wien Süd-West | Nationalratswahlen im Regionalwahlkreis Wien Süd-West | Nationalratswahlen im Regionalwahlkreis Wien Süd-West | Nationalratswahlen im Regionalwahlkreis Wien Süd-West | Nationalratswahlen im Regionalwahlkreis Wien Süd-West | Nationalratswahlen im Regionalwahlkreis Wien Süd-West | Nationalratswahlen im Regionalwahlkreis Wien Süd-West | Nationalratswahlen im Regionalwahlkreis Wien Süd-West | Nationalratswahlen im Regionalwahlkreis Wien Süd-West | Nationalratswahlen im Regionalwahlkreis Wien Süd-West |
| Wahltermin                                            | GM                                                    |                                                       | SPÖ                                                   | ÖVP                                                   | FPÖ                                                   | GRÜNE                                                 | BZÖ                                                   | LIF/NEOS                                              | FRANK                                                 | PILZ/JETZT                                            | Sonstige                                              |
| ----------------------------------------------------- | ----------------------------------------------------- | ----------------------------------------------------- | ----------------------------------------------------- | ----------------------------------------------------- | ----------------------------------------------------- | ----------------------------------------------------- | ----------------------------------------------------- | ----------------------------------------------------- | ----------------------------------------------------- | ----------------------------------------------------- | ----------------------------------------------------- |
| 9. Oktober 1994                                       |                                                       | Stimmenanteile (%)                                    | 36,9                                                  | 18,7                                                  | 22,0                                                  | 9,7                                                   | –                                                     | 10,8                                                  | –                                                     | –                                                     | 1,9                                                   |
| 9. Oktober 1994                                       | 6                                                     | Grundmandate                                          | 2                                                     | 1                                                     | 1                                                     | –                                                     | –                                                     | 0                                                     | –                                                     | –                                                     | 0                                                     |
| 17. Dezember 1995                                     |                                                       | Stimmenanteile (%)                                    | 41,8                                                  | 22,2                                                  | 19,4                                                  | 5,9                                                   | –                                                     | 9,1                                                   | –                                                     | –                                                     | 1,6                                                   |
| 17. Dezember 1995                                     | 6                                                     | Grundmandate                                          | 2                                                     | 1                                                     | 1                                                     | 0                                                     | –                                                     | 0                                                     | –                                                     | –                                                     | 0                                                     |
| 3. Oktober 1999                                       |                                                       | Stimmenanteile (%)                                    | 36,5                                                  | 19,4                                                  | 24,0                                                  | 10,2                                                  | –                                                     | 6,9                                                   | –                                                     | –                                                     | 3,0                                                   |
| 3. Oktober 1999                                       | 6                                                     | Grundmandate                                          | 2                                                     | 1                                                     | 1                                                     | 0                                                     | –                                                     | 0                                                     | –                                                     | –                                                     | 0                                                     |
| 24. November 2002                                     |                                                       | Stimmenanteile (%)                                    | 41,3                                                  | 34,0                                                  | 7,7                                                   | 14,7                                                  | –                                                     | 1,1                                                   | –                                                     | –                                                     | 1,2                                                   |
| 24. November 2002                                     | 6                                                     | Grundmandate                                          | 2                                                     | 2                                                     | 0                                                     | 0                                                     | –                                                     | 0                                                     | –                                                     | –                                                     | 0                                                     |
| 1. Oktober 2006                                       |                                                       | Stimmenanteile (%)                                    | 38,7                                                  | 25,3                                                  | 12,9                                                  | 17,4                                                  | 1,8                                                   | –                                                     | –                                                     | –                                                     | 3,9                                                   |
| 1. Oktober 2006                                       | 6                                                     | Grundmandate                                          | 2                                                     | 1                                                     | 0                                                     | 1                                                     | 0                                                     | –                                                     | –                                                     | –                                                     | 0                                                     |
| 28. September 2008                                    |                                                       | Stimmenanteile (%)                                    | 33,3                                                  | 19,6                                                  | 18,8                                                  | 15,8                                                  | 4,9                                                   | 4,2                                                   | –                                                     | –                                                     | 3,4                                                   |
| 28. September 2008                                    | 6                                                     | Grundmandate                                          | 2                                                     | 1                                                     | 1                                                     | 0                                                     | 0                                                     | 0                                                     | –                                                     | –                                                     | 0                                                     |
| 29. September 2013                                    |                                                       | Stimmenanteile (%)                                    | 30,0                                                  | 17,3                                                  | 19,1                                                  | 15,9                                                  | 2,7                                                   | 8,3                                                   | 4,0                                                   | –                                                     | 2,8                                                   |
| 29. September 2013                                    | 6                                                     | Grundmandate                                          | 1                                                     | 1                                                     | 1                                                     | 0                                                     | 0                                                     | 0                                                     | 0                                                     | –                                                     | 0                                                     |
| 15. Oktober 2017                                      |                                                       | Stimmenanteile (%)                                    | 32,2                                                  | 24,7                                                  | 20,3                                                  | 5,7                                                   | –                                                     | 7,1                                                   | –                                                     | 7,6                                                   | 2,4                                                   |
| 15. Oktober 2017                                      | 6                                                     | Grundmandate                                          | 1                                                     | 1                                                     | 1                                                     | 0                                                     | –                                                     | 0                                                     | –                                                     | 0                                                     | 0                                                     |
| 29. September 2019                                    |                                                       | Stimmenanteile (%)                                    | 25,2                                                  | 27,2                                                  | 12,1                                                  | 20,3                                                  | –                                                     | 10,6                                                  | –                                                     | 2,9                                                   | 1,8                                                   |
| 29. September 2019                                    | 6                                                     | Grundmandate                                          | 1                                                     | 1                                                     | 0                                                     | 1                                                     | –                                                     | 0                                                     | –                                                     | 0                                                     | 0                                                     |
| 29. September 2024                                    |                                                       | Stimmenanteile (%)                                    | 28,1                                                  | 19,6                                                  | 19,8                                                  | 12,8                                                  | –                                                     | 11,9                                                  | –                                                     | –                                                     | 7,7                                                   |
| 29. September 2024                                    | 6                                                     | Grundmandate                                          | 1                                                     | 1                                                     | 1                                                     | 0                                                     | –                                                     | 0                                                     | –                                                     | –                                                     | 0                                                     |